# Nebraska (pjesma)
"Nebraska" je folk pjesma Brucea Springsteena s njegova istoimenog albuma iz 1982.
Pjesma opisuje stvarnu priču o ubojici Charlesu Starkweatheru, koji je zajedno sa svojom djevojkom tinejdžericom Caril Ann Fugate krajem 1957. i početkom 1958. izvršio ubojstva u njihovu rodnom gradu Lincolnu u Nebraski i njihov bijeg preko prerije do konačnog uhićenja blizu Douglasa u Wyomingu. Mnogi od detalja iz pjesme, kao što su prve dvije rečenice, "I saw her standing on her front lawn / Just a twirling her baton", prikazani su u filmu Terrencea Malicka Badlands, fiktivnoj priči inspiriranoj događajima.
Pjesma se ne drži u cijelosti Starkweatherovih ubojstava; na primjer, Starkweather je ubio jedanaest ljudi, dok se u pjesmi kaže kako je ubijeno deset ljudi. 11. žrtva koja nije spomenuta u pjesmi najvjerojatnije je prva žrtva, Robert Colvert, radnik na benzinskoj postaji kojeg je Starkweather ubio 1. prosinca 1957., gotovo dva mjeseca prije nego što je počela serija ubojstava.

## Vanjske poveznice
- Stihovi "Nebraske"  Arhivirana inačica izvorne stranice od 11. lipnja 2010. (Wayback Machine) na službenoj stranici Brucea Springsteena